# 浅尾拓也
浅尾 拓也（あさお たくや、1984年10月22日 - ）は、愛知県知多市出身の元プロ野球選手（投手）、コーチ。右投右打。

## 経歴

### プロ入り前
知多市立つつじが丘小学校・知多市立八幡中学校出身で、中学時代は捕手として軟式野球部に所属。愛知県立常滑北高等学校（現：愛知県立常滑高等学校）入学後も捕手を務めたが、投手不足の事情から、2年生だった2001年の秋から投手に転向してエースになる。3年生だった2002年夏の愛知大会で岡崎城西高校に敗退し、甲子園出場はできなかった。
卒業後の2003年に日本福祉大学へ進学し、愛知大学リーグの2部と3部のリーグで通算53試合に登板し、21勝9敗の成績を残した。チームが3部リーグに所属していた頃から中日ドラゴンズのスカウトが視察していた。2006年秋季の2部リーグでは名古屋産業大学との対戦でノーヒットノーランを達成した。愛知大学野球リーグ1部2部入れ替え戦で、同期入団の清水昭信（名城大学）に投げ勝ち、チームを1部昇格に導いた。大学入学時には138km/hだった球速は、2年秋に140km/hを突破し、4年秋に最速152km/hを記録している。
2006年のドラフト会議（2006年11月21日）前は中日に加え、西武ライオンズ・ヤクルトスワローズも獲得を目指していたが、浅尾は仮に中日以外から指名された場合は入団拒否し、社会人野球の東邦ガスに入団すると宣言。西武は強行指名も辞さない構えだったが、最終的には指名を回避し、浅尾は意中の中日から3位指名を受け、入団。日本福祉大学第1号のプロ野球選手となった。このときのことについて浅尾自身は、他球団への「入団拒否」というよりは、自分が無名で活躍していない頃から注目していてくれた中日スカウトへの感謝の気持ちがあり、自分自身のモチベーションにも繋がったので、地元ということもあり、貫き通したかった、と語っている。なお、背番号は41に決まった。

### プロ入り後
2007年、4月10日の対阪神タイガース戦で、リリーフとしてプロ入り初登板を果たす。4月24日の対広島東洋カープ戦では1回3奪三振でプロ初勝利を挙げる。5月9日の対広島戦で初先発。本塁打を2本打たれたが失点はこの2点だけで、6回3安打2失点でプロ2勝目を挙げた。更にフレッシュオールスターゲームに出場し、セーブを挙げる。後半戦は肩を痛め、ほとんど登板機会はなかった。
2008年、故障の影響から開幕を二軍で迎えた。その後復帰し、一軍に昇格して中継ぎで登板。オールスター後から北京オリンピック開催中は、日本代表に招集された岩瀬仁紀に代わって抑えを務め、8月7日の対ヤクルト戦でプロ初セーブを挙げた。その後は戦列復帰した岩瀬へ繋ぐ「勝利の方程式」として、勝ちパターンでのセットアッパーとして起用された。この年に、危険球退場処分を3回受けており、一軍公式戦の危険球退場処分回数のシーズン最多記録となっている。
2009年、初の開幕一軍入りを果たし、前年の好成績から自身初の開幕投手を務めて、勝利投手となった（当時コーチだった森繁和曰く、失敗させてリリーフに回すつもりで投げさせたのが勝ってしまった為、先発を続けることになったという）。しかし、それ以後は先発で結果を残すことが出来ず、再度セットアッパーとして起用される。7月にはセ・リーグ新記録となる月間11ホールドを記録し、月間MVPを受賞した。終盤では体調不良の岩瀬に代わり、再び守護神を務めた。この年はチーム最多の67試合に登板したが、ヤクルト戦の対戦成績が1勝5敗、対戦防御率8.14と打ち込まれたことが響いてチームワーストの9敗を喫した。同年オフはドミニカ・ウインターリーグのエストレージャス・オリエンタレスへ山井大介・谷哲也・長峰昌司と共に派遣されたが、2試合に登板し1回を投げて4失点を喫したことから以降は起用されなくなり、予定より早めの帰国となった。
2010年、シーズンでは年間通してセットアッパーを務め、9月5日の対巨人戦で2005年に藤川球児が記録した日本記録を更新する21試合連続ホールドポイントを達成。9月12日の対横浜ベイスターズ戦では日本新記録となるシーズン59ホールドポイントを挙げると、9月25日の対横浜戦で、当時日本新記録となるシーズン47ホールドを記録した（2021年に東京ヤクルトスワローズの清水昇が更新）。この年は、権藤博の球団記録を更新する72試合に登板し、リリーフだけで12勝3敗1セーブ、防御率1.68、WHIP0.87の大活躍で最優秀中継ぎ投手に輝き、リーグ優勝に大きく貢献した。またホールドとホールドポイントのシーズン日本新記録達成、連続試合ホールドポイントの日本記録達成に対して連盟特別表彰（連盟特別賞）を贈られた。千葉ロッテマリーンズとの日本シリーズでは4試合に登板するが、第6戦以降から大ブレーキ。第6戦で2イニングを投げるもサブローに同点適時打を打たれて、チームは引き分け。第7戦ではシーズン中にもなかった4イニング登板を果たすが、慣れない4イニング目に延長12回今江敏晃に四球を与え、岡田幸文に決勝の適時三塁打を打たれて自滅。敗戦投手になった。
2011年、前年に続いてセットアッパーを務める。前年共に活躍した髙橋聡文を故障で欠いた影響でロングリリーフを任されることも多く、さらに所々で岩瀬に代わって抑えとして登板することもあった。負担が大きい中、前年の記録を塗り替える球団記録の79試合（87回1/3）に登板して7勝2敗10セーブ、防御率0.41、共にリーグ1位の45ホールド・52ホールドポイント、WHIP0.82で被本塁打0という驚異の成績を残した。9月13日の対阪神戦でジェフ・ウィリアムスの持つ通算ホールドポイント日本プロ野球記録（154HP）に並び、9月17日の対巨人戦でプロ野球新記録となる通算155ホールドポイントを記録し、2年連続最優秀中継ぎ投手に輝き球団史上初のリーグ連覇に大きく貢献した。リーグ優勝した10月18日の横浜戦（横浜スタジアム）ではロングリリーフを任され2回1/3を無失点、最後の打者となった筒香嘉智を空振り三振に仕留めて胴上げ投手となった。これらの活躍が認められリーグMVPに選出された他、シーズンを通じて先発登板が一度もない投手としては両リーグ通じて初となるゴールデングラブ賞を獲得した。日本シリーズでは第7戦で7回から登板。二死二塁で内川聖一と両リーグのMVP同士の対戦となったが、甘く入った2球目の直球をセンター前にはじき返され、ホークスの日本一を決定付ける3点目を失い、チームは2年連続で日本一を逃した。
2012年、前年最多勝の吉見一起と共に「東日本大震災復興支援ベースボールマッチ」侍ジャパンのメンバーに選出された。しかし、シーズン前から原因不明のストレートの減速に悩まされ、シーズンに入っても調子が上がらず、開幕から38試合で21試合に登板して失点6。前年（開幕から37試合で21試合に登板して失点2）を上回るペースで失点を喫し、5月14日に登録抹消となった。契約更改では、4000万円減の2億2000万円で更改した。オフの12月4日に、第3回WBC日本代表候補選手34人が発表され候補入りした。
2013年、前年からの右肩（肩関節腱板）の不安もあり第3回WBC最終メンバーの28人には選出されなかった。シーズンでは、7月12日の巨人戦で復帰し、9回表を三者凡退に抑えた。しかし、9月24日、9月25日の広島戦で連日にわたって敗戦投手となり、チームの12年ぶりのBクラスが確定した。
2014年はわずか22試合の登板にとどまり、防御率は自己ワーストの6.16。
2015年は36試合の登板で1勝1敗3セーブ16ホールドと復活を遂げるも、9月26日の谷繁監督兼選手の引退試合（対横浜DeNA、横浜スタジアム）ではサヨナラ本塁打を打たれた。
2016年は右肩の故障などに苦しみ、プロ入り初の一軍登板無しに終わった。オフに、ソフトバンクホークスなどで活躍した馬原孝浩の元で自主トレーニングを行った。
2017年、4月2日の巨人戦で、2015年9月26日以来となる一軍登板を果たした。10月1日の対ヤクルト戦でホールドを挙げ、プロ野球史上3人目、セ・リーグでは史上2人目となる通算200ホールドを達成した。ただし、先に投げた谷元圭介が二死に抑えたあとのイニング途中の投手交代で、打者1人を抑えただけでの記録だったため、「周りの『達成させてあげなきゃ』という空気を感じて、選手として悲しかった」と限界を感じ始めたという。
2018年、同年をもって引退することが9月25日に報道され、26日にナゴヤドームで正式に引退会見が行われた。9月29日、ナゴヤドームでの阪神戦で野本圭とともに引退試合とセレモニーを開催。 9回表に3番手として登場、中谷将大と対戦し三振締めで現役生活を終えた。

### 引退後
引退後の2019年より二軍投手コーチを務める。背番号は81。
2022年からは背番号を82に変更した。同年4月28日、一軍投手コーチに配置転換された。2023年からは二軍投手コーチに肩書が戻った。
2025年からは再び一軍投手コーチを務める。

## 選手としての特徴

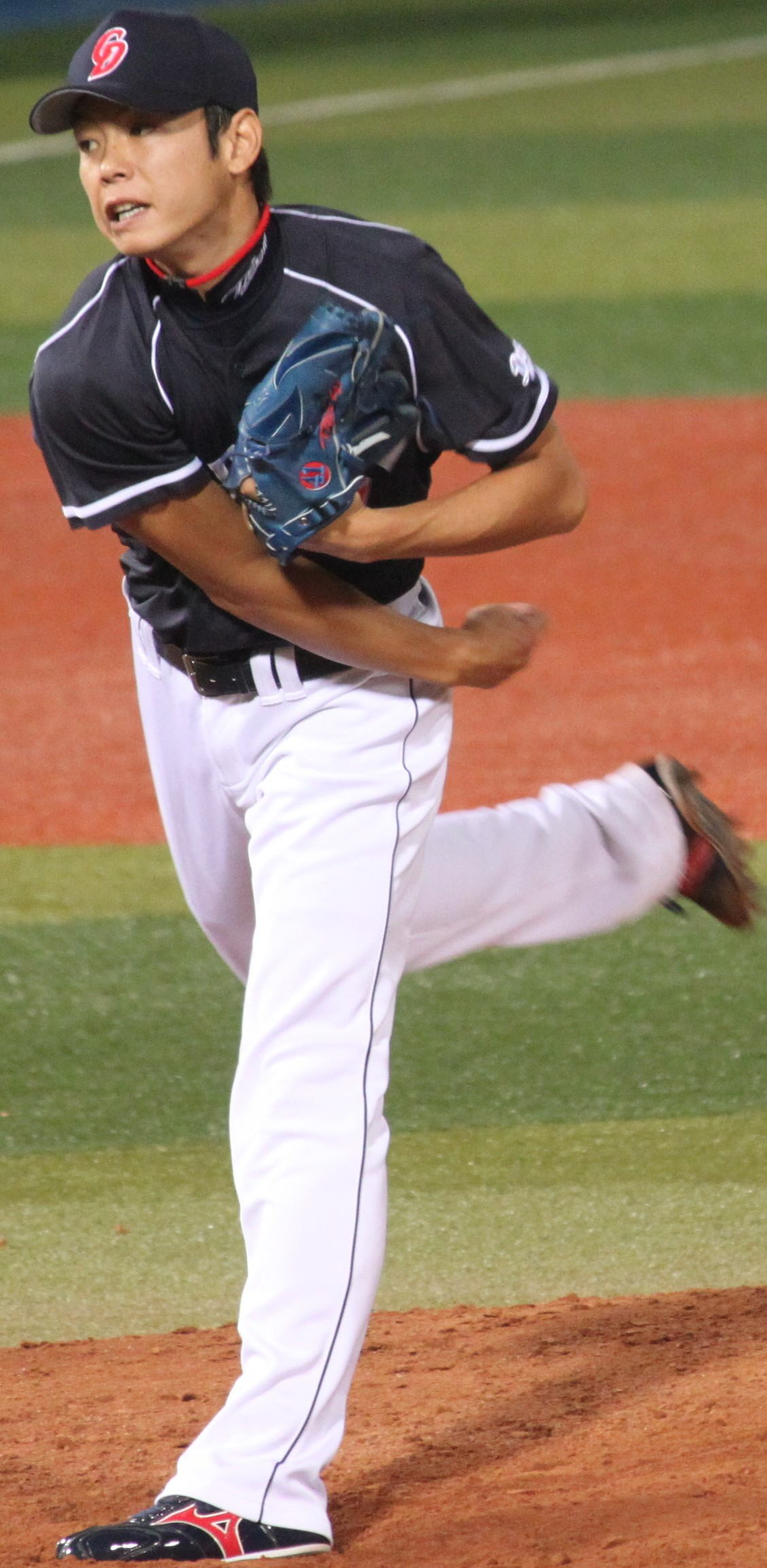
投球フォーム（2013年8月3日 横浜スタジアム）

細身の体から繰り出される平均球速約149 km/h、最速157 km/hの速球が最大の武器。ストレートと縦に曲がるスライダー、平均球速約138 km/hの高速フォーク（握りが浅く、SFFに近い）、120 km/h台のパームを持ち球として打者のタイミングを狂わす投球を持ち味としている。ただし本人は「スライダーに自信はない」、「パームは抜けることが多いのでリリーフになってからはあまり投げていない」と発言している。
入団時の会見では、セールスポイントとして速球よりも「牽制とフィールディング」を最初にアピールしている。バント処理でそのフィールディングの良さが見られ、2010年4月3日の阪神戦で関本賢太郎の送りバントをダブルプレーにした際には、監督の落合博満から「あのバント処理は浅尾にしかできない」と評され、2011年にはゴールデングラブ賞を受賞している。フィールディングを磨くため、試合前の守備練習では吉見一起と共に遊撃手または二塁手の守備位置に入り練習を行うことが日課となっている。
投球フォームはテイクバックが小さく腕の振りが速いスリークォーターで、これは高校時代に投手へ転向する前にやっていた捕手の投げ方が影響しており、浅尾曰く「何度も直そうとしたがどうしてもこの投げ方に戻ってしまう」という。クイックで走者の盗塁を防ぐことが多く、赤星憲広も上記の牽制・フィールディング・クイックを高く評価しており、赤星の現役時代は「浅尾選手がマウンドにいるときだけは盗塁をしようと思わなかった」と語っている。
2011年まで中日監督を務めた落合からは、「浅尾と岩瀬でやられたら仕方ないんだから。それだけ2人を信頼している」と岩瀬仁紀と共に大きな信頼を寄せられ、2009年から2011年にかけては218試合に登板。この間は登板過多も指摘されたが、本人は「イニング跨ぎは難しいが、1イニングだけなら何試合でも投げられる」と答えている。
打撃では、投手ながらプロ初安打で三塁打を放ち、ルーキーシーズンの2007年には11打数3安打（打率.273）を記録している。

## 人物
チームメイトからは主に「タク」と呼ばれ、ファンからの愛称は「浅尾きゅん」。
大学時代は、中部国際空港で清掃のアルバイトをしながら野球に取り組んでいた。
チームの先輩である岩瀬仁紀と同じく、幼い頃からずっと愛知県内の学校・チームで過ごした選手である。プロ入り時には好きな選手として川上憲伸（中日）・藤川球児（阪神）を挙げていた。
愛知県理容組合が発表した2011年ニューヘアのモデルとなり、「浅尾ヘア」としてヘアサロンのメニューとなる。
オフには病院や児童養護施設へ慰問を行っている。
2009年12月28日に10年間の交際期間を経て高校時代の同級生と結婚。その後、夫人は、月刊ドラゴンズにおいて不定期で浅尾の家庭内での表情などを描いている。2012年11月10日に第1子となる長男が誕生した。
非常に謙虚かつ礼儀正しい性格で、2011年MVPに選ばれた際の記者会見では「自分には縁のない賞だと思っていたので、喜びより驚きの方が大きい」や「吉見の勝ちを2つ消しているので、本当なら吉見は20勝。だから、吉見が選ばれると思った」と発言している。
2011年のリーグ連覇後、中日スポーツに手記を寄せている。本人曰く、この年は開幕戦でサヨナラでの負け投手になり、その時はブルペンでストライクが1球も入らないほど最悪のスタートだったという。その時この年から中日に加入した佐伯貴弘から5月13日の阪神戦（甲子園）で3連打されて1点を失った試合後に「俺が対戦していた時のタクはガムシャラに腕を振っていた。どんどん攻めてきた。そこが嫌だったんだよ」と言われたこと、9月23日のヤクルト戦（ナゴヤドーム）で押し出し四球でマキシモ・ネルソンの勝ちを消した試合で（本人曰く、押し出し四球はプロに入ってこの時が初めてだった）、通路奥で帽子を投げつけたシーンをテレビで見ていた父親からプロに入って初めて試合後に電話がかかってきたこと、この二つが2011年の転機だったと語っている。また、その佐伯からはクライマックスシリーズにて「いつも通りが今のMAX」という言葉を帽子に記してもらったが、これは浅尾本人が何か力になる言葉をくれという要望に応えてもらったとのことである。

## 詳細情報

### 年度別投手成績
| 年 度      | 球 団      | 登 板 | 先 発 | 完 投 | 完 封 | 無 四 球 | 勝 利 | 敗 戦 | セ 丨 ブ | ホ 丨 ル ド | 勝 率 | 打 者 | 投 球 回 | 被 安 打 | 被 本 塁 打 | 与 四 球 | 敬 遠 | 与 死 球 | 奪 三 振 | 暴 投 | ボ 丨 ク | 失 点 | 自 責 点 | 防 御 率 | W H I P |
| ---------- | ---------- | ----- | ----- | ----- | ----- | -------- | ----- | ----- | -------- | ----------- | ----- | ----- | -------- | -------- | ----------- | -------- | ----- | -------- | -------- | ----- | -------- | ----- | -------- | -------- | ------- |
| 2007       | 中日       | 19    | 5     | 0     | 0     | 0        | 4     | 1     | 0        | 1           | .800  | 224   | 51.0     | 51       | 5           | 20       | 1     | 0        | 40       | 2     | 0        | 21    | 20       | 3.53     | 1.39    |
| 2008       | 中日       | 44    | 0     | 0     | 0     | 0        | 3     | 1     | 1        | 12          | .750  | 199   | 50.1     | 43       | 0           | 9        | 2     | 3        | 35       | 0     | 0        | 11    | 10       | 1.79     | 1.03    |
| 2009       | 中日       | 67    | 7     | 0     | 0     | 0        | 7     | 9     | 6        | 33          | .438  | 464   | 113.1    | 108      | 6           | 24       | 2     | 6        | 96       | 4     | 0        | 47    | 44       | 3.49     | 1.16    |
| 2010       | 中日       | 72    | 0     | 0     | 0     | 0        | 12    | 3     | 1        | 47          | .800  | 307   | 80.1     | 60       | 4           | 10       | 0     | 1        | 75       | 3     | 0        | 16    | 15       | 1.68     | 0.87    |
| 2011       | 中日       | 79    | 0     | 0     | 0     | 0        | 7     | 2     | 10       | 45          | .778  | 328   | 87.1     | 57       | 0           | 15       | 0     | 2        | 100      | 1     | 0        | 5     | 4        | 0.41     | 0.82    |
| 2012       | 中日       | 29    | 0     | 0     | 0     | 0        | 1     | 0     | 1        | 15          | 1.000 | 120   | 30.0     | 21       | 0           | 9        | 0     | 0        | 29       | 2     | 0        | 6     | 5        | 1.50     | 1.00    |
| 2013       | 中日       | 34    | 0     | 0     | 0     | 0        | 2     | 3     | 1        | 22          | .400  | 131   | 30.2     | 26       | 2           | 14       | 1     | 1        | 19       | 2     | 0        | 6     | 5        | 1.47     | 1.30    |
| 2014       | 中日       | 22    | 0     | 0     | 0     | 0        | 1     | 1     | 0        | 8           | .500  | 87    | 19.0     | 17       | 4           | 12       | 0     | 2        | 20       | 1     | 0        | 13    | 13       | 6.16     | 1.53    |
| 2015       | 中日       | 36    | 0     | 0     | 0     | 0        | 1     | 1     | 3        | 16          | .500  | 142   | 31.0     | 31       | 3           | 17       | 2     | 1        | 34       | 4     | 0        | 11    | 11       | 3.19     | 1.55    |
| 2017       | 中日       | 4     | 0     | 0     | 0     | 0        | 0     | 0     | 0        | 1           | .---  | 16    | 3.0      | 6        | 0           | 2        | 0     | 0        | 5        | 1     | 0        | 4     | 4        | 12.00    | 2.67    |
| 2018       | 中日       | 10    | 0     | 0     | 0     | 0        | 0     | 0     | 0        | 0           | .---  | 40    | 9.1      | 7        | 1           | 8        | 0     | 0        | 7        | 1     | 0        | 5     | 5        | 4.82     | 1.61    |
| 通算：11年 | 通算：11年 | 416   | 12    | 0     | 0     | 0        | 38    | 21    | 23       | 200         | .644  | 2058  | 505.1    | 427      | 25          | 140      | 8     | 16       | 460      | 21    | 0        | 145   | 136      | 2.42     | 1.12    |

- 各年度の太字はリーグ最高

### 年度別守備成績
| 年 度 | 球 団 | 投手  | 投手  | 投手  | 投手  | 投手  | 投手     |
| 年 度 | 球 団 | 試 合 | 刺 殺 | 補 殺 | 失 策 | 併 殺 | 守 備 率 |
| ----- | ----- | ----- | ----- | ----- | ----- | ----- | -------- |
| 2007  | 中日  | 19    | 3     | 5     | 2     | 1     | .800     |
| 2008  | 中日  | 44    | 3     | 14    | 1     | 3     | .944     |
| 2009  | 中日  | 67    | 5     | 26    | 0     | 2     | 1.000    |
| 2010  | 中日  | 72    | 8     | 20    | 3     | 3     | .903     |
| 2011  | 中日  | 79    | 5     | 15    | 1     | 1     | .952     |
| 2012  | 中日  | 29    | 1     | 4     | 1     | 0     | .833     |
| 2013  | 中日  | 34    | 1     | 7     | 1     | 0     | .889     |
| 2014  | 中日  | 22    | 0     | 2     | 0     | 1     | 1.000    |
| 2015  | 中日  | 36    | 3     | 10    | 0     | 1     | 1.000    |
| 2017  | 中日  | 4     | 0     | 0     | 0     | 0     | .---     |
| 2018  | 中日  | 10    | 0     | 2     | 0     | 1     | 1.000    |
| 通算  | 通算  | 416   | 29    | 105   | 9     | 13    | .937     |

- 太字年はゴールデングラブ賞受賞

### タイトル
- 最優秀中継ぎ投手：2回（2010年、2011年）※2年連続は最長タイ記録[注 3]。また、2010年の59HP（12勝+47H）はNPB最高記録。

### 表彰
- 最優秀選手：1回（2011年）
- ゴールデングラブ賞：1回（2011年、※先発登板が一度もない投手の受賞は両リーグ通じて初めて）
- 月間MVP：1回（2009年7月）
- セントラル・リーグ連盟特別賞：1回（2010年：シーズン47ホールド・59ホールドポイント、25試合連続ホールドポイントのプロ野球新記録に対して）
- 知多市市民栄誉賞（2012年1月8日、※受賞者第1号）[51]
- ヤナセ・がんばれドラゴンズMIP賞：1回（2010年）[52]
- 報知プロスポーツ大賞：1回（2011年[53]）

### 記録
初記録
投手記録
- 初登板：2007年4月10日、対阪神タイガース1回戦（阪神甲子園球場）、7回裏に3番手で救援登板、1回無失点
- 初奪三振：同上、7回裏に濱中治から空振り三振
- 初ホールド：2007年4月21日、対東京ヤクルトスワローズ4回戦（明治神宮野球場）、5回裏無死に4番手で救援登板、2回1失点
- 初勝利：2007年4月24日、対広島東洋カープ3回戦（ナゴヤドーム）、12回表に5番手で救援登板・完了、1回無失点
- 初先発・初先発勝利：2007年5月9日、対広島東洋カープ7回戦（広島市民球場）、6回2失点
- 初セーブ：2008年8月7日、対東京ヤクルトスワローズ14回戦（坊っちゃんスタジアム）、9回裏に3番手で救援登板・完了、1回無失点

打撃記録
- 初安打：2007年5月9日、対広島東洋カープ7回戦（広島市民球場）、2回表に大竹寛から左越三塁打
- 初打点：2007年6月11日、対千葉ロッテマリーンズ4回戦（ナゴヤドーム）、3回裏に渡辺俊介から右前適時打

節目の記録
- 100ホールド：2011年5月14日、対阪神タイガース5回戦（阪神甲子園球場）、8回裏に5番手で救援登板、1回無失点
- 150ホールド：2012年5月12日、対広島東洋カープ8回戦（MAZDA Zoom-Zoom スタジアム広島）、8回裏に3番手で救援登板、1回無失点 ※史上初
- 200ホールド：2017年10月1日、対東京ヤクルトスワローズ25回戦（明治神宮野球場）、7回裏二死に3番手で救援登板、1/3回を無失点 ※史上3人目

その他の記録
- 月間11ホールド（2009年7月）※セ・リーグ記録
- 年間47ホールド（2010年）※NPB歴代2位
- 25試合連続ホールドポイント（2010年7月11日・対読売ジャイアンツ12回戦 - 2010年9月15日・対広島東洋カープ23回戦）※NPB記録
- 年間59ホールドポイント（2010年）※世界記録
- 通算232ホールドポイント ※NPB歴代3位
- オールスターゲーム出場：2回（2010年、2011年）

### 登場曲
- 「なにしてんの」SURFACE（2009年 - 2018年。打席時の登場曲であるが、2009年中盤よりリリーフに専念している為めったに流れない）
- 「1-9（Theme from No.41）」nobodyknows+（2010年 - 2015年、登板時）
- 「あの夏の日feat. Machaco」nobodyknows+（2015年シーズン途中 - 2018年、登板時）
- 「One Way」ロイヤルサルーン(DJ MITSU feat.ちびまるお＋ノリダファンキーシビレサス)（2016年 - 2018年）

### 背番号
- 41（2007年[11] - 2018年）
- 81（2019年[29] - 2021年）
- 82（2022年[30] - ）

## 関連情報

### コラム
- 「浅尾拓也の全力投球」（2010年4月12日 - ：不定期更新。井端弘和らと共に携帯サイトのドラゴンズ情報内で、「現況報告」とファンからの質問に答える「教えて浅尾投手!!」で構成されている）

### CM出演
- アーレックス（2011年 - 。山本昌、和田一浩（2012年～）と共演。ガッツナイター限定）
- ミズノ・グローバルエリート（2011年 - 。由規、T-岡田らとともに出演）